# Thal (Zwitserland)
Thal is een gemeente en plaats in het Zwitserse kanton Sankt Gallen, en maakt deel uit van het district Rorschach. De gemeente grenst aan Oostenrijk en het Bodenmeer.
Thal telt 5996 inwoners. Behalve Thal maken ook de plaatsen Altenrhein, Buechen, Buriet en Staad deel uit van de gemeente.
In 1983 werden in Altenrhein de Wereldkampioenschappen wielrennen gehouden.

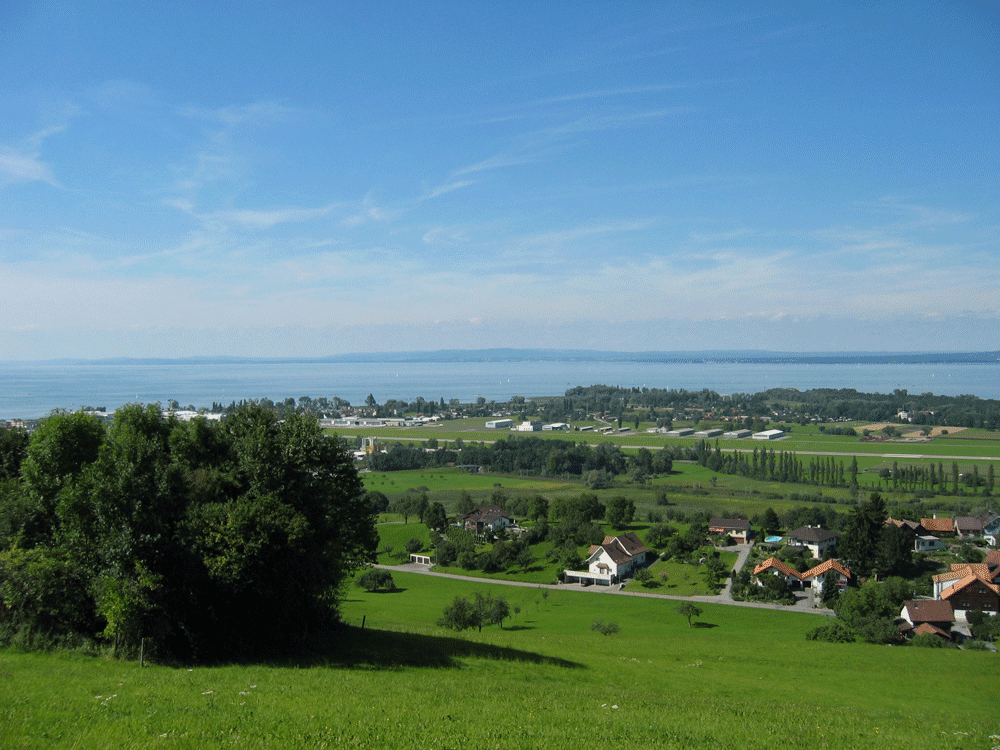
Het vliegveld en Altenrhein

## Geboren
- Niki Rüttimann (1962), wielrenner
- Matthias Michel (1963), politicus

## Overleden
- Anna Joséphine Dufour-Onofrio (1817-1901), Italiaans-Zwitserse onderneemster en filantrope